# Aartsbisdom Philadelphia
Het aartsbisdom Philadelphia (Latijn: Archidioecesis Philadelphiensis) is een rooms-katholiek aartsbisdom met als zetel Philadelphia, in de Amerikaanse staat Pennsylvania. De aartsbisschop van Philadelphia is metropoliet van de kerkprovincie Philadelphia, waartoe ook de suffragane bisdommen Allentown, Altoona-Johnstown, Erie, Greensburg, Harrisburg, Pittsburgh en Scranton behoren.

## Geschiedenis
Het aartsbisdom werd opgericht op 8 april 1808, als het bisdom Philadelphia, uit delen van het aartsbisdom Baltimore, en was suffragaan aan het aartsbisdom Baltimore. Op 12 februari 1875 werd het verheven tot metropolitaan aartsbisdom. 
Het aartsbisdom verloor meermaals gebied bij de oprichting van de bisdommen Pittsburgh (1843), Newark (1853), Harrisburg (1868), Scranton (1868), Wilmington (1868) en Allentown (1961).

## Parochies
Het aartsbisdom had in 2021 een oppervlakte van 5.702 km2 en telde 4.134.985 inwoners waarvan 30,6% rooms-katholiek was.

## Ordinarii

### Bisschoppen
- Michael Francis Egan (8 april 1808 - 22 juli 1814)
  - Adolphus Louis Barth de Walbach (administrator 29 juli 1814 - 26 november 1820)
- Ambrose Maréchal (26 januari 1816 - niet in bezit genomen)
- Henry Conwell (26 november 1819 - 22 april 1842)
- Francis Patrick Kenrick (22 april 1842 - 19 augustus 1851; coadjutor sinds 25 februari 1830)
- John Nepomucene Neumann (13 februari 1852 - 5 januari 1860; heilig verklaard in 1977

### Aartsbisschoppen
- James Frederick Bryan Wood (bisschop: 5 januari 1860, aartsbisschop: 12 februari 1875 - 20 juni 1883; coadjutor sinds 9 januari 1857)
- Patrick John Ryan (8 juli 1884 - 11 februari 1911)

- Edmond Francis Prendergast (29 mei 1911 - 26 februari 1918; hulpbisschop sinds 5 december 1896)
  - John Joseph McCort (hulpbisschop: 28 juni 1912 - 27 januari 1920)

- Dennis Joseph Dougherty (1 mei 1918 - 31 mei 1951; kardinaal in 1921)
  - Michael Joseph Crane (hulpbisschop: 20 augustus 1921 - 26 december 1928)
  - Gerald Patrick Aloysius O’Hara (hulpbisschop: 26 april 1929 - 16 november 1935)
  - Hugh Louis Lamb (hulpbisschop: 19 december 1935 - 28 mei 1951)
  - Joseph Carroll McCormick (hulpbisschop: 11 januari 1947 - 25 juni 1960)

- John Francis O’Hara (23 november 1951 - 28 augustus 1960; kardinaal in 1958)
  - Joseph Mark McShea (hulpbisschop: 8 februari 1952 - 11 februari 1961)
  - Cletus Joseph Benjamin (hulpbisschop: 17 augustus 1960 - 15 mei 1961)
  - Francis James Furey (hulpbisschop: 17 augustus 1960 - 21 juli 1963)

- John Joseph Krol (11 februari 1961 - 11 februari 1988; kardinaal in 1967)
  - Gerald Vincent McDevitt (hulpbisschop: 22 juni 1962 - 29 september 1980)
  - John Joseph Graham (hulpbisschop: 25 november 1963 - 8 november 1988)
  - Martin Nicholas Lohmuller (hulpbisschop: 12 februari 1970 - 11 oktober 1994)
  - Thomas Jerome Welsh (hulpbisschop: 18 februari 1970 - 4 juni 1974)
  - Edward Thomas Hughes (hulpbisschop: 14 juni 1976 - 11 december 1986)
  - Francis Bible Schulte (hulpbisschop: 27 juni 1981 - 4 juni 1985)
  - Louis Anthony DeSimone (hulpbisschop: 27 juni 1981 - 5 april 1997)

- Anthony Joseph Bevilacqua (8 december 1987 - 15 juli 2003; apostolisch administrator tot 7 oktober 2003, kardinaal in 1991)
  - Edward Peter Cullen (hulpbisschop: 8 februari 1994 - 16 december 1997)
  - Joseph Francis Martino (hulpbisschop: 24 januari 1996 - 25 juli 2003)
  - Robert Patrick Maginnis (hulpbisschop: 24 januari 1996 - 8 juni 2010)
  - Michael Francis Burbidge (hulpbisschop: 21 juni 2002 - 8 juni 2006)

- Justin Francis Rigali (15 juli 2003 - 19 juli 2011; kardinaal in 2003)
  - Joseph Robert Cistone (hulpbisschop: 8 juni 2004 - 20 mei 2009)
  - Joseph Patrick McFadden (hulpbisschop: 8 juni 2004 - 22 juni 2010)
  - Daniel Edward Thomas (hulpbisschop: 8 juni 2006 - 26 augustus 2014)
  - Timothy Christian Senior (hulpbisschop: 8 juni 2009 - 25 april 2023)
  - John Joseph McIntyre (hulpbisschop: 8 juni 2010 - heden)
  - Michael Joseph Fitzgerald (hulpbisschop: 22 juni 2010 - 24 mei 2023)

- Charles Joseph Chaput (19 juli 2011 - 23 januari 2020)
  - Edward Michael Deliman (hulpbisschop: 31 mei 2016 - 13 mei 2022)

- Nelson Jesus Perez (23 januari 2020 - heden)
  - Keith James Chylinski (hulpbisschop: 8 december 2023 - heden)
  - Christopher Randall Cooke (hulpbisschop: 8 december 2023 - heden)
  - Efren Veridiano Esmilla (hulpbisschop: 8 december 2023 - heden)

## Galerij van afbeeldingen

Wapen van het aartsbisdom
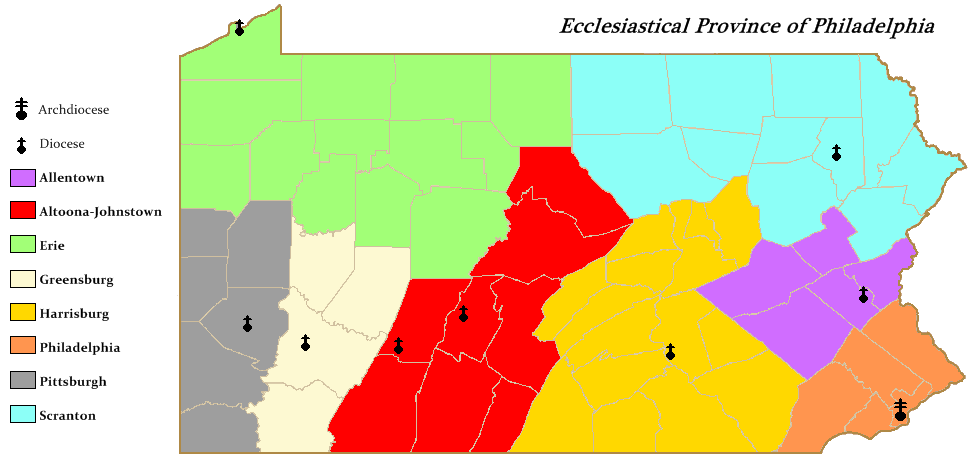
Kerkprovincie met aartsbisdom en suffragane bisdommen
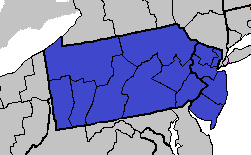
Regio III van de Amerikaanse bisschoppenconferentie
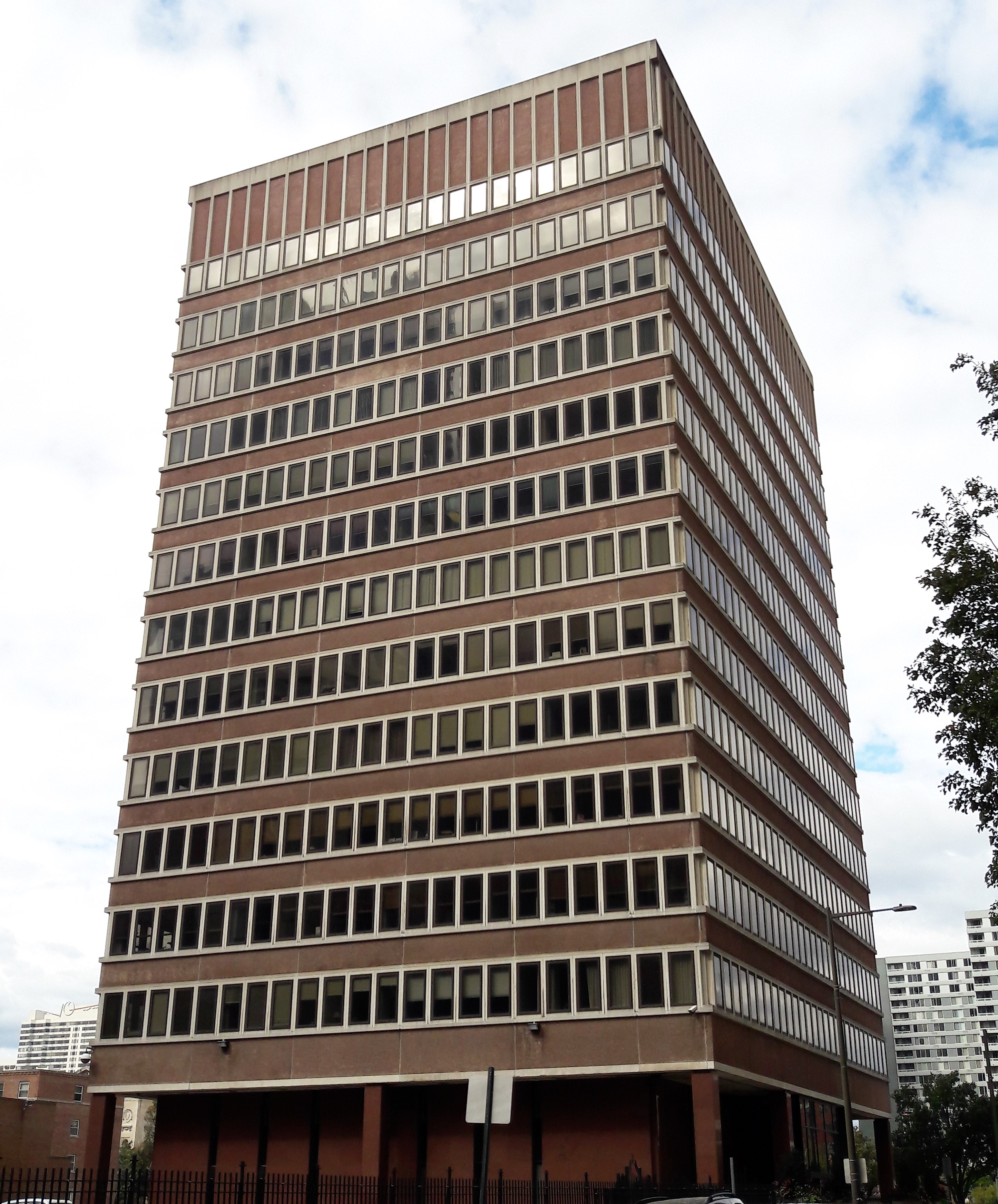
Pastoraal centrum
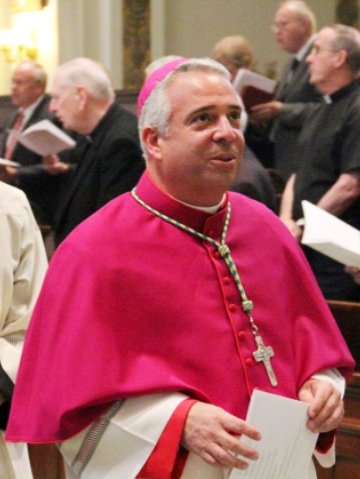
Aartsbisschop Nelson Jesus Perez (2020-heden)
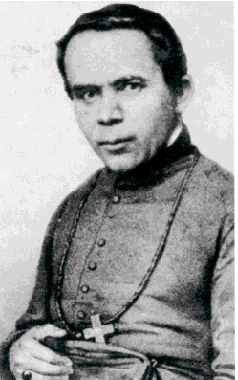
Bisschop John Nepomucene Neumann (1852-1860), heilig verklaard in 1977

Philadelphia (aartsbisdom) · Allentown · Altoona-Johnstown · Erie · Greensburg · Harrisburg · Pittsburgh · Scranton
Voormalig: Allegheny